# Карунско съкровище
Карунско съкровище е името, дадено на колекция от 363 ценни лидийски артефакта, датирани от 7 век пр. н.е. и открити в съвременната провинция Ушак в Западна Турция.
Артефактите дълго време са предмет на съдебен спор между Турция и музея на изкуството „Метрополитън“ в Ню Йорк (1987 – 1993 г.), но накрая са върнати в Турция през 1993 г., след като музеят признава, че е знаел, че предметите са били откраднати, преди да ги закупи. Колекцията е известна и като Лидийското съкровище. Предметите са изложени в Археологическия музей в Ушак.
Колекцията влиза в новините за пореден път през май 2006 г., когато за един от основните елементи, златен хипокамп, изложен в музея на Ушак, е открито, че е подменен с фалшив, най-вероятно между март и август 2005 г.
Друго име, използвано за колекцията, е Съкровището на Крез. Макар че артефактите не са точно от времето на Крез, дали те трябва да бъдат пряко свързани с легендарния лидийски цар или не, остава спорно. Богатството на Крез (Qarun на арабски, персийски и урду), Karun (на турски) или Korah) има отражение върху редица азиатски култури по начин, подобен на славата му в западните култури, с митични пропорции на неговото богатство, предавани по различен начин, но най-често съответстващи на израза „богат като Крез“. Оттук идва и името „Карунско съкровище“.
То се състои от повече от 363 предмета. Самата камера на надгробната могила, където са открити най-голям брой артефакти (те произхождат от близки, но различни места) е на жена. 

## Откриване и контрабанда
Главната и най-ценна част на съкровището идва от надгробна камера на лидийска принцеса, открита при незаконни разкопки, извършени от трима иманяри от близкото до Ушак село Гюре, в близост до което е разположена гробницата, в местност, наречена Топтепе. След като не успяват да пробият мраморната зидария на вратата на камерата, иманярите разбиват покрива на гробницата през нощта на 6 юни 1966 г. Съкровището, взето от гробницата, е допълнено от тях с находки от други могили от местността в периода 1966 – 1967 година. Колекцията е изнесена контрабандно извън Турция в отделни пратки през Измир и Амстердам, и е закупена от Музея на изкуството „Метрополитън“ между 1967 и 1968 г., на фактурирана цена от 1,2 милиона щатски долара за 200 предмета от колекцията.

## Съдебен спор
Усилията, положени от няколко турски правителства за връщане на колекцията, са по инициатива на журналиста Йозген Ачар. През 1984 г. Ачар вижда за първи път някои части от колекцията в каталога на музея и съобщава на Министерството на културата на Турция за техния произход, и написва няколко статии по темата. Ачар действа като доброволен пратеник на министерството в рамките на съдебното дело, започнато в Ню Йорк през 1987 г. и приключено през 1993 г.